# 바투가데

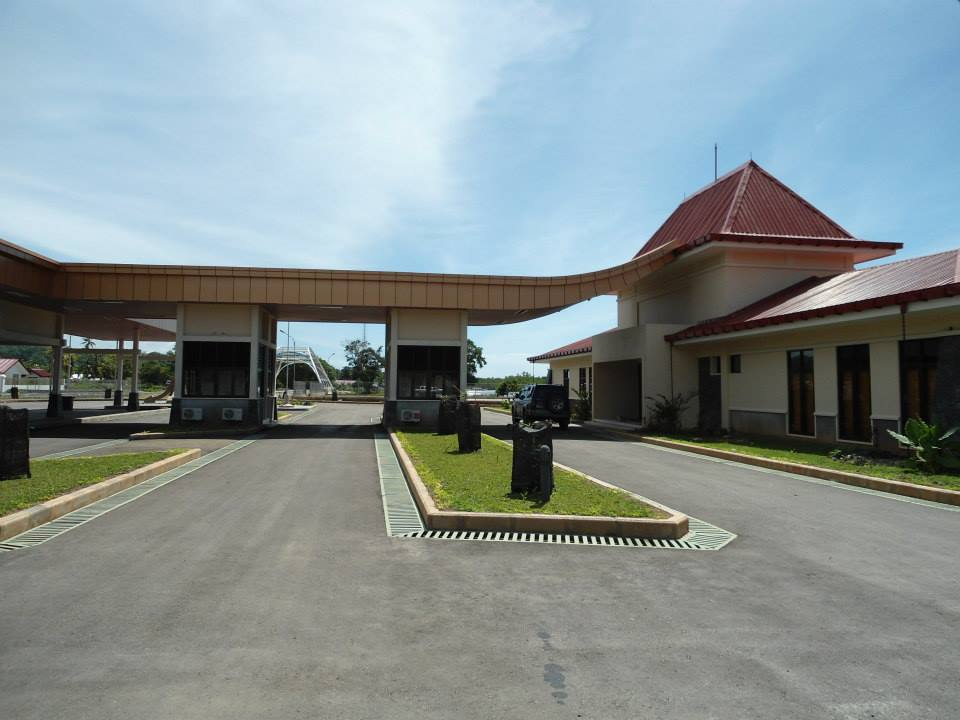
바투가데의 검문소.

바투가데(Batugade)는 동티모르 보보나루현에 위치한 도시이다. 바투가데는 딜리와 쿠팡(서티모르 인도네시아 동누사틍가라주의 주도) 사이의 주 도로에 위치해 있다.